# 肥西县
肥西县，位于中国安徽省合肥市区之西，由省会合肥地级市下辖。肥西位于安徽省中部，省会合肥市区西南。常住总人口約97万人，县人民政府駐上派镇人民西路政务大楼。

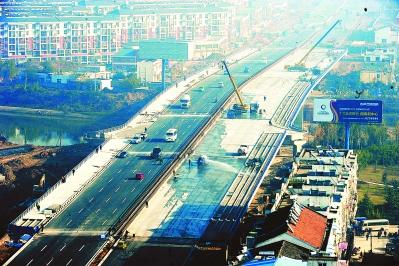
金寨南路派河大桥

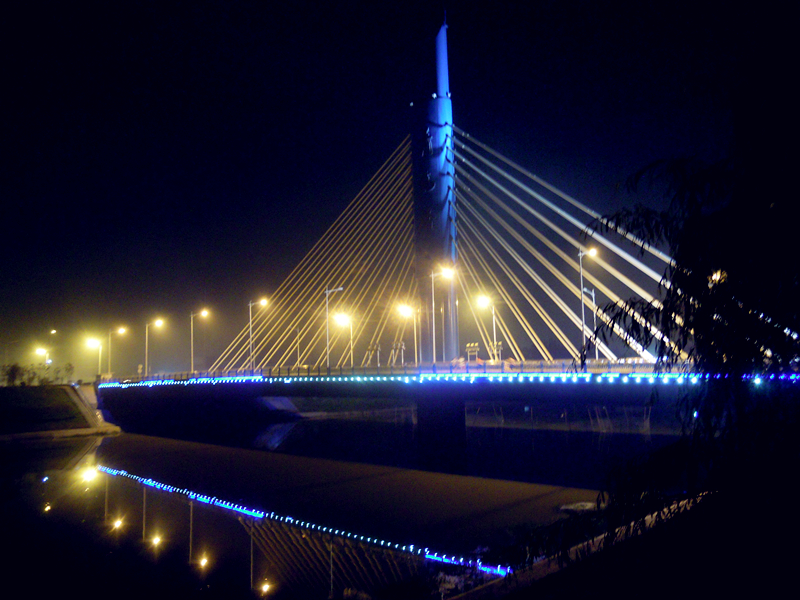
派河三桥青龙桥夜景

## 历史
肥西境内很早就有人类活动，共有新石器晚期人类居住遗址4处，商、周时期人类遗址100多处。商、周时期，肥西为“淮夷”之地。西周时，县境北边有“虎方”，南面有“群舒”部落，西边有“六”国。春秋时期，肥西为吴、楚交争。战国时属楚国。
秦化分天下为三十六郡，肥西属九江郡。汉初，肥西先后属英布的九江王国（都六，今六安），刘长、刘安的淮南王国（都寿春，今寿县）。公元前122年（武帝元狩元年），分天下为十三州，淮河以南属扬州；淮南王国废，设九江郡；郡下设县，肥西东南部属合肥县、西北部属成德县。东汉，刘秀封坚镡为合肥侯，肥西分属合肥侯国和成德县。三国时，合肥、成德二县属魏国淮南部，魏扬州刺史驻合肥。西晋，合肥、成德县皆属扬州淮南部。东晋，成德县废，其他分入寿县、合肥县，肥西全属合肥县。南北朝时，江淮间为南北政权反复争占，归属屡变，但肥西主要属南朝。隋代，肥西属庐州。唐初，改庐江郡为庐州；627年（贞观元年），全国分十道，庐州属淮南道；742年（天宝元年），又改庐州为庐江郡；758年（乾元初年），复改郡为州。合肥县属之。肥西属合肥县。五代十国时期，肥西先后属吴、南唐、后周。肥西县宋代，肥西隶淮南道，后改为淮南路。1072年（熙宁五年），淮南路分东、西两路，肥西属淮南西路，隶于保信军节度使（驻合肥）。肥西有段寨、山南、新仓三镇。南宋时，淮西制置使驻庐州，肥西属之。元代，初置淮西总管府于合肥，不久改为庐州路，隶属于淮西江北道。后创行省，庐州路属河南江北行省，肥西有长城镇（今长镇）巡检司，至明代裁撤。明代，梁县（在今肥东县境内）并入合肥县。合肥初置江淮行省，后撤，领于南直隶（南京）。肥西属合肥。清初，庐州府合肥县隶于江南省（驻南京），1667年（康熙六年）分置安徽省。合肥县隶之。1771年（乾隆三十六年）肥西设官亭巡检司辖西乡，青阳巡检司辖南乡。
中华民国：1912年（民国元年），撤庐州府，合肥县直属安徽省（驻安庆）。1915年设道，合肥属安庆道，1929年撤道。1933年设行政专员督察区（简称专区），合肥县属三专区。1938年6月，合肥县被日军侵占，县政府迁至肥西潜山乡鸽子笼圩子。1945年抗日战争胜利后，县政府迁回合肥城内。安徽省政府也从大别山迁驻合肥。
1948年12月底，肥西民主县政府在杨新圩（今江夏乡境）成立，肥西建县，属中共皖西三地委领导。1949年1月初，肥西民主县政府移驻农兴小梁岗、周新圩。1949年4月，成立皖北行署（省级）驻合肥市。肥西民主县政府改称肥西县民主政府，直属皖北行署。6月，县民主政府移驻上派河镇。另外，三河镇自1949年1月解放后设市（县级），属巢湖专区。
中华人民共和国：1949年10月，肥西县民主政府改称肥西县人民政府。1950年，肥西县隶属皖北行署巢湖专区；4月，三河撤市设区，并入肥西。1952年2月，肥西县改属皖北行署六安专区。1952年8月，皖南、皖北行署合并成立安徽省人民政府，肥西县隶属安徽省六安专区。1958年9月，肥西县划属合肥市。1961年4月，肥西县又归划六安市专区。1983年7月，肥西县复属合肥市辖。

## 人口
根據第七次人口普查數據，截至2020年11月1日零時，肥西縣常住人口為967508人。

## 經濟
肥西为较具实力的县市之一，其综合实力2019年位居安徽省各县（市）的第二位，在2019年中国百强县排名第66名，2021年全年生产总值（GDP）1018.68亿元。

## 地理
肥西位于安徽省中部,省会合肥市区西南，隔巢湖与县级巢湖市相望,西与六安市接壤,南沿丰乐河与舒城县和庐江县为邻,北抵寿县和长丰县,地跨江淮流域之间，临淝水之南，滨巢湖西岸。
县境西宽东窄，南北长55公里，东西宽64公里；总面积2168平方公里，其中长江流域1583平方公里
，淮河流域585平方公里；另有巢湖水面100平方公里。

### 气候
肥西县属亚热带湿润季风气候区。季风气候显著，四季分明，气候温和，雨量适中，光照充足，无霜期较长。雨量：历年平均为986.6毫米。日照：历年平均为1749.5小时。无霜期：历年平均为232天。气温：历年平均为15.8℃。
肥西四季气候：
按气象学标准划分：本县春、秋季分别始于3月26日和9月21日，候平均气温在10℃～２２℃之间；夏季始于5月26日，气温大于22℃，冬季始于11月16日，气温小于10℃。冬季最长，持续130天左右；夏季较长，持续118天；春秋季最短，各持续60天左右。
春季：入春以后气温回升较快。冷暖空气互为争强，天气冷暖多变，雨水增多。3月下旬到清明节（4月5日前后），常有低温阴雨天气出现。日平均气温稳定通过12℃初日多年平均为4月8日。春季雨量：历年平均151.6毫米，占年雨量的14.9%。
夏季：初夏气候温和，气温不断升高，雨水逐渐增多。盛夏七、八月间，气候变化无常，一天中气温相差可达7.5℃。极端最高气温个别年份可达到39.6℃，绝大多数年份最高气温在36℃～38℃之间。夏季雨量：多年平均为568.9毫米，占年雨量的55.7%,常有暴雨、大风、干旱等灾害性天气。
秋季：短暂，仅50多天。大气逐渐受干冷空气控制，气温逐渐降低，雨水不断减少。北方较强冷空气不时南下。日平均气温稳定通过20℃的终日为9月18日。秋季雨量：历年平均122.7毫米，占全年降雨量的12.0%。
冬季：处于北方冷空气控制下，气温寒冷，天气晴朗干燥，雨雪量少，偏北风占优势。1月份气温为全年最低，平均2.9℃；最低气温多数年份在-6℃到-10之间。冬季降水量：多年平均177.7毫米，占年平均降水量的17.4%；月平均降水量为全年最少。

### 地质
有丘陵岗地、低山残丘、河湖低洼平原三种地貌。
砖瓦用粘土矿产地，肥西县有57处，查明资源储量5185.35万吨，占合肥地级市全区资源总量42.96%。
优质矿泉水产地5处，皆为小型矿泉水，锶、偏硅酸双项达标，水化学类型为HCO3-Ca,Na型，占合肥地级市全区开采资源总量的31.87%。

## 教育

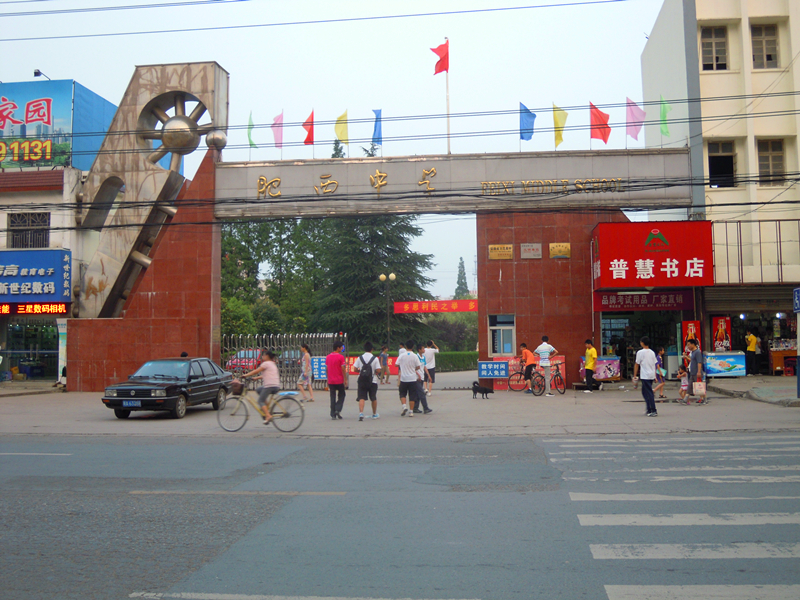
肥西中学大门

·清同治年间创肥西书院。1940 年，创办了最早的两所中学——肥西（聚星）、肥南（三河）中学
·全县现有中小学生近11万人，在职教师6455人，退离休教师2195人。全县小学181所，教学点28个，32所学区中心学校，初中25所，10所九年一贯制学校，高中3所，1所省级示范高中（肥西中学），2所市级示范高中（农兴中学、山南中学），6所职业高中，其中1所为国家级重点职业高中（金桥职高），1所五年制师范（肥西师范）,1所聋人学校。全县公办幼儿园21所，其中高刘镇中心幼儿园是合肥市农村示范园。民办学校54所，其中民办高中4所、民办初中2所，民办职业中专1所，民办幼儿园35所。

## 旅游

### 肥西景
- 刘铭传故居、肥西圩堡群
- 中国家庭联产承保责任制发源地-小井庄
- 历史文化名镇：三河
- 五彩三岗
- 紫蓬山国家森林公园
- 古埂公园

## 交通

### 公交车线路

#### 合肥公交公司

##### 30路 亿力机械-博物馆
该线路为南北线型，也是合肥公交公司首条由市区通向肥西县城的公交线路，可通达合肥市的中心城区，即四牌楼商圈附近。客流走向主要以县城前往市区核心区购物和上班或换乘前往北部组团的客流为主，长途客流较为密集，全线为18米通道车。
- 服务时间：主站（亿力机械）5:30-22:30，副站（博物馆）5:50-22:30。
- 票价：投币:空调车2元，非空调车1元，无人售票。每年3、4、10、11四个月空调车与非空调车统一价格为1元。刷卡按有关规定执行。

##### 31路 亿力机械-合肥南站
该线路为西南-东北线型，可通达合肥南站附近和合肥市的南部组团。客流走向主要以往返车站和县城、前往南部组团上班和在南部组团换乘前往瑶海区的客流为主。长途客流较为密集，且有明显的时段差异。全线为12米大型车
- 服务时间：主站（亿力机械）5:30-21:30，副站（合肥南站）6:00-22:00。
- 票价：投币:空调车2元，非空调车1元，无人售票。每年3、4、10、11四个月空调车与非空调车统一价格为1元。刷卡按有关规定执行。

##### 32路 亿力机械-市政务办公区西
该线路为南北线型，可通达合肥市政府附近和合肥市的经开区与政务区。客流走向主要以县城前往政务区、经开区办事上班、前往西南组团换乘前往市区其它地方的客流为主。中长途客流较为密集，且有明显的时段差异，但总体客流量不大,为12米长大型车和8米长中型车混搭线路。
- 服务时间：主站（亿力机械）6:00-18:30，副站（市政务办公区西）6:30-18:30。
- 票价：投币:空调车2元，非空调车1元，无人售票。每年3、4、10、11四个月空调车与非空调车统一价格为1元。刷卡按有关规定执行。

##### 33路 亿力机械-南七里站
该线路为东北-西南线型，可通达合肥客运南站附近和合肥市的南七商圈。客流走向主要以县城和西南组团前往南部组团换乘前往市区其它地方的客流为主。短途客流较为密集，总体客流量不大,为12米长大型车线路。
- 服务时间：主站（亿力机械）5:40-21:40，副站（南七里站）6:10-22:40。
- 票价：投币:空调车2元，非空调车1元，无人售票。每年3、4、10、11四个月空调车与非空调车统一价格为1元。刷卡按有关规定执行。

##### 80路 芙蓉路公交站-紫蓬山
该线路为东-西线型，可通达紫蓬山。客流主要以紫蓬山游客、当地居民往返合肥工厂通勤、周末节假日紫蓬山附近大中专及中学学生往返市区为主。
- 服务时间：主站（芙蓉路公交站）06:30-19:30，副站（紫蓬山）06:00-20:00。
- 票价：投币:空调车2元，非空调车1元，无人售票。每年3、4、10、11四个月空调车与非空调车统一价格为1元。刷卡按有关规定执行。

#### 肥西公交公司
肥西县也成立了公交公司，具体线路如下。 

##### 696路（芮祠小区-华南城）
线路自始发站芮祠小区发车，途经站前路、翡翠路、上小路、苏岗路、湖东路、创新大道（TCL）、桥湾路、文山路、繁华大道，终点站华南城。
- 服务时段：6：00～19:00

##### 696路（上派工业园-肥西公交停保场）
- 服务时间：夏季6:00-19:30    冬季6:00-19:00

##### 693路（花木城-花木城）
- 服务时间：夏季6：00-20：00    冬季6：00-19：30

##### 692路（花木城-肥西县医院）
- 服务时间:6:00-19:00

##### 691路（柏堰工业园-芮祠小区）
- 服务时间:6:00-19:00

### 其他
- 铁路：宁西铁路、合九铁路
- 合界高速、合钢公路及 206国道、 312国道
- 水路由派河、丰乐河经巢湖可达长江各口岸。
- 合肥新桥国际机场位于高刘镇，距县城35千米。
- 肥西县火车票代售点地址：肥西县上派镇三河路50号（永良购物广场隔壁）
- 合肥轨道交通 █ 3号线 █ 4号线 █ 9号线

## 行政区划
肥西县下辖8个镇、2个乡：
上派镇、三河镇、官亭镇、山南镇、花岗镇、紫蓬镇、桃花镇、丰乐镇、高店镇、铭传乡、柿树岗乡、严店镇、安徽肥西经济开发区和紫蓬山管委会。